# Mistrzostwa Europy w Kajakarstwie Górskim 2019
Mistrzostwa Europy w kajakarstwie górskim 2019 odbyły się w Pau we Francji pod patronatem Europejskiego Stowarzyszenia Kajakarskiego (ECA). Była to 20. edycja konkursu, a Pau po raz pierwszy zorganizował to wydarzenie. Wszystkie konkurencje rozegrano na stadionie Pau-Pyrénées Whitewater w dniach 29 maja-2 czerwca 2019 r.

## Medaliści i medalistki

### Mężczyźni

#### Łódź kanadyjka
| Konkurencja  | Złoto                                           | Czas   | Srebro                                                 | Czas   | Brąz                                             | Czas   |
| ------------ | ----------------------------------------------- | ------ | ------------------------------------------------------ | ------ | ------------------------------------------------ | ------ |
| C1           | Benjamin Savšek                                 | 98,59  | Martin Thomas                                          | 99,38  | Sideris Tasiadis                                 | 100,77 |
| C1 drużynowo | Słowenia Benjamin Savšek Luka Božič Anže Berčič | 102,25 | Francja Denis Gargaud Chanut Martin Thomas Cédric Joly | 102,41 | Rosja Dmitrij Chramcow Kiryłł Setkin Paweł Kotow | 104,61 |

#### Kajaki
| Konkurencja  | Złoto                                              | Czas  | Srebro                                             | Czas  | Brąz                                                  | Czas   |
| ------------ | -------------------------------------------------- | ----- | -------------------------------------------------- | ----- | ----------------------------------------------------- | ------ |
| K1           | Vít Přindiš                                        | 93,67 | Dariusz Popiela                                    | 94,44 | Quentin Burgi                                         | 94,91  |
| K1 drużynowo | Czechy Jiří Prskavec Vít Přindiš Vavřinec Hradilek | 95,72 | Słowenia Peter Kauzer Niko Testen Martin Srabotnik | 99,91 | Niemcy Hannes Aigner Sebastian Schubert Stefan Hengst | 100,09 |

### Kobiety

#### Łódź kanadyjka
| Konkurencja  | Złoto                                                           | Czas   | Srebro                                            | Czas   | Brąz                                                  | Czas   |
| ------------ | --------------------------------------------------------------- | ------ | ------------------------------------------------- | ------ | ----------------------------------------------------- | ------ |
| C1           | Mallory Franklin                                                | 109,50 | Núria Vilarrubla                                  | 120,15 | Kimberley Woods                                       | 125,39 |
| C1 drużynowo | Wielka Brytania Mallory Franklin Kimberley Woods Sophie Ogilvie | 127,14 | Niemcy Elena Apel Andrea Herzog Jasmin Schornberg | 127,43 | Czechy Tereza Fišerová Eva Říhová Kateřina Havlíčková | 131,19 |

#### Kajaki
| Konkurencja  | Złoto                                                  | Czas   | Srebro                                           | Czas   | Brąz                                                        | Czas   |
| ------------ | ------------------------------------------------------ | ------ | ------------------------------------------------ | ------ | ----------------------------------------------------------- | ------ |
| K1           | Amálie Hilgertová                                      | 104,95 | Mallory Franklin                                 | 105,14 | Jasmin Schornberg                                           | 107,52 |
| K1 drużyniwi | Francja Marie-Zélia Lafont Lucie Baudu Camille Prigent | 114,08 | Niemcy Ricarda Funk Jasmin Schornberg Elena Apel | 115,07 | Austria Corinna Kuhnle Viktoria Wolffhardt Nina Weratschnig | 120,25 |

## Tabela medalowa
| Poz. | Kraj            | Złoto | Srebro | Brąz | Ogółem |
| ---- | --------------- | ----- | ------ | ---- | ------ |
| 1.   | Czechy          | 3     | 0      | 1    | 4      |
| 2.   | Wielka Brytania | 2     | 1      | 1    | 4      |
| 3.   | Słowenia        | 2     | 1      | 0    | 3      |
| 4.   | Francja         | 1     | 2      | 1    | 4      |
| 5.   | Niemcy          | 0     | 2      | 3    | 5      |
| 6.   | Polska          | 0     | 1      | 0    | 1      |
| 6.   | Hiszpania       | 0     | 1      | 0    | 1      |
| 8.   | Austria         | 0     | 0      | 1    | 1      |
| 8.   | Rosja           | 0     | 0      | 1    | 1      |